# 盧弘正
盧弘正（？—851年），一作盧弘止，字子强，唐朝人。
卢纶之子，祖籍范阳涿县（今河北省涿州市），后迁蒲州（今山西永济）。元和末年進士，累迁监察御史。太和初年，沈傳師表為江西團練副使。入京擔任侍御史。曾奉詔偵訊華州刺史宇文鼎與戶部員外盧允中案。大中初年，轉戶部侍郎，充鹽鐵轉運使。歷官檢校户部尚书，出京为徐州刺史，官至武寧軍節度使。大中三年九月，李商隐接下卢弘止的邀请，前往徐州任职判官。大中五年春天病故。